# Hugo Chila
Hugo Chila (ur. 22 lipca 1987 w Santo Domingo) – ekwadorski lekkoatleta specjalizujący się w skoku w dal i trójskoku, olimpijczyk.

## Osiągnięcia
- dwa medale mistrzostw Ameryki Południowej (Cali 2005, brązowy medal w sztafecie 4 x 100 metrów & srebro w trójskoku)
- srebrny medal mistrzostw świata juniorów (trójskok, Pekin 2006)
- złoto mistrzostw Ameryki Południowej (trójskok, Tunja 2006)
- dwa srebrne medale mistrzostw Ameryki Południowej (São Paulo 2007)
- dwa medale mistrzostw Ameryki Południowej (Lima 2009, brąz w skoku w dal & srebro w trójskoku)
- wielokrotny mistrz i rekordzista kraju w różnych konkurencjach

## Rekordy życiowe
- skok w dal – 8,16 (2009) rekord Ekwadoru
- trójskok – 17,03 (2009) rekord Ekwadoru
- bieg na 100 metrów – 10,37 (2007)

Chila jest także rekordzistą kraju w sztafecie 4 x 100 metrów – 39,76 (2011)